# Protivec (Žlutice)
Protivec (německy Protiwitz) je vesnice a část města Žlutice v okrese Karlovy Vary v Karlovarském kraji. Nachází se asi 3,5 kilometru východně od Žlutic. Protivec leží v katastrálním území Protivec u Žlutic o rozloze 8,14 km².

## Historie
První písemná zmínka o vesnici pochází z roku 1226, kdy jakýsi šlechtic Matěj odkázal svůj majetek doksanskému klášteru. Z doby okolo roku 1350 se dochovala jediná zmínka o zdejší tvrzi, která patřila zemanům Heřmanovi a Divišovi z Protivce. Dalším známým majitelem vesnice byl Jan z Chyší a Protivce. Od patnáctého století se vesnice stala součástí chyšského panství, a tvrz poté zanikla.
Budova železniční stanice byla v roce 2017 zbořena a nahrazena prefabrikovanou betonovou čekárnou.

## Obyvatelstvo
Při sčítání lidu v roce 1921 zde žilo 302 obyvatel (z toho 137 mužů), z nichž bylo devět Čechoslováků a 293 Němců. Všichni se hlásili k římskokatolické církvi. Podle sčítání lidu z roku 1930 měla vesnice 357 obyvatel: 28 Čechoslováků a 329 Němců. Kromě pěti členů církve československé a šestnácti lidí bez vyznání byli římskými katolíky. V roce 2011 v Protivci trvale žilo 74 obyvatel.
| Rok            | 1869 | 1880 | 1890 | 1900 | 1910 | 1921 | 1930 | 1950 | 1961 | 1970 | 1980 | 1991 | 2001 | 2011 | 2021 |
| -------------- | ---- | ---- | ---- | ---- | ---- | ---- | ---- | ---- | ---- | ---- | ---- | ---- | ---- | ---- | ---- |
| Počet obyvatel | 301  | 310  | 302  | 298  | 294  | 302  | 357  | 183  | 142  | 127  | 135  | 70   | 68   | 74   | 63   |
| Počet domů     | 66   | 68   | 61   | 63   | 63   | 63   | 71   | 44   | 34   | 37   | 31   | 30   | 31   | 32   | 35   |

## Obecní správa
Při sčítání lidu v letech 1869–1974 Protivec byl samostatnou obcí, se kterým patřil nejprve do okresu Žlutice, ale v roce 1950 v okrese Toužim a v letech 1961–1974 v okrese Karlovy Vary. Od 1. ledna 1975 je částí města Žlutice v okrese Karlovy Vary. V roce 1950 k obci patřily Záhořice.

## Doprava
Jižně od vesnice vede silnice II/226 a stojí železniční zastávka Protivec na trati Rakovník – Bečov nad Teplou, ze které u ní odbočuje železniční trať Protivec–Bochov.

## Pamětihodnosti
- Kaple svatého Václava na návsi[12]
- Kaple svatého Jana Nepomuckého jihozápadně u silničního mostu přes Trasovku, lidově zvaná Luční kaple[13]
- Smírčí kříž u silnice Žlutice–Chyše[14]
- Smírčí kříž na východním okraji vsi[15]
- Busta Tomáše Garrigua Masaryka na návsi je dílem lidového umělce Václava Kobližky z Karlových Varů. Byla odhalena 14. července 1948 v den vysvěcení nového zvonu místní kapličky. Na příkaz z vyšších míst byla v letech 1964 nebo 1965 odstraněna a ukryta. Zakopanou bustu nalezli místní lidé a 27. října 1990 byla instalována na původní místo.[16]
- Pekelský mlýn na Trasovce[17] asi dva kilometry západně od jádra vesnice
- Zaniklá tvrz v bývalém poplužním dvoře čp. 1 na návsi[18]

Obnovu řady drobných památek v Protivci inicioval a spolufinancoval místní spolek Protivecké kříže pod vedením Pavla Pekárka.[zdroj⁠?!]